# Magyar Független Film és Video Szövetség
A Magyar Független Film és Video Szövetség (MAFSZ) egyesületi formában működő nonprofit civil szervezet. 1931 tavaszán budapesti alkotók álltak össze először és megalakították a MAFSZ jogelődjét, az Amatőr Mozgófényképezők Egyesületét (AME).

## Előzmények
A szervezet tagjai sikerrel szerepeltek nemzetközi fesztiválokon, memorandumuk nyomán a Vallás- és Közoktatási Minisztérium bevezette az oktatásban a keskenyfilm használatát (1932), s kezdeményezésük nyomán alakult meg a Nemzetközi Amatőrfilm Szövetség (UNICA – Union Internationale du Cinema d`Amateur) 1937-ben. Ettől az évtől kezdték el szervezni az országos szemléket, Szent István Kupa néven. Az egyesület szépen fejlődött, terjeszkedett, végül országos szervezetté nőtte ki magát, amiből 1940-ben alakult meg a Magyar Amatőrfilm Szövetség.
1933-tól saját lappal rendelkeztek, ekkor alapították a Pergő Képek et, ami a mozgalom legfőbb szellemi háttere. Saját székházuk volt vetítőteremmel, klubbal és archívummal, rendszeresen tartottak szakmai előadásokat és vetítéseket egymás munkáiból. A háború alatt egy jelentős dokumentumfilmes irányzat is elindult, az amatőr orvosi dokumentumfilmeket a gyógyászatban is használták. Ettől eltekintve alapvetően passzióból, a szó legnemesebb értelmében vett kedvtelésből filmeztek, még akkor is, ha komoly igényeket támasztottak magukkal szemben. Éppen ez volt a háború után a legfőbb érv a mozgalom újjászervezése ellen. ”Polgári játékszernek” nemigen volt helye az ötvenes években a maga békebeli életszemléletével, világával és igényével. Hosszú, több mint tíz éves halotti csend következett. A filmkészítési vágy azonban nem hagyott alább. A '60-as évek elején újra elkezdtek fesztivált rendezni. A hivatalos akadályok elhárítása után 1966. januárjában újraalakulhatott a Magyar Amatőrfilm Szövetség. A hatvanas éveket ma már az amatőrfilmezés aranykorának hívják. 
Az 1961-es országos fesztiváltól kezdődő 25 év felszabadult, gazdag időszak volt. Minden országos fesztivál eseménynek számított. Minden műfaj jelen volt, bár időszakonként hol az egyik, hol a másik kapott nagyobb hangsúlyt. A 60-as évek közepétől a dokumentum- és néprajzi filmek, a 70-es évek elejétől viszont a játék- és kísérleti, valamint az animációs filmek előre törése volt a jellemző. Az 1966-os újraalakulás után, annak ellenére, hogy soha nem kapott állami támogatást, a mozgalom szépen fejlődött. Újra megjelent a Pergő Képek, 1972-1979-ig önálló amatőrfilmes műsor sorozat volt Magyar Televízióban, illetve a televízió rendszeresen sugárzott az amatőrfilmesek munkáiból. 1981-ben a Szövetség megrendezte az UNICA világfesztiválját Siófokon. Az új technikának megfelelően 1982-ben jelent meg nevében a video is.

## A MAFSZ jelenlegi tevékenysége (1989-től)
- Összefogja, integrálja, informálja a magyarországi amatőr és független filmes alkotókat, fesztiváljain bemutatkozási és konzultációs lehetőséget biztosít számukra.
- Hazai és nemzetközi fesztiválokat rendez, társszervezőként segít más fesztiválokat, mint pl. az ALTER-NATIVE Archiválva 2019. február 24-i dátummal a Wayback Machine-ben (Marosvásárhely).
- Alapítója és aktív tagja a nemzetközi szövetségnek (Union Internationale du Cinema d’Amateur), amely az UNESCO keretében működik.
- Gondozza és fejleszti az egyetlen magyar Alternatív Film és Video Archívumot.
- Kezdeményezőként közreműködik az iskolai filmesztétikai, filmtörténeti oktatásban, kísérleti tantervek, oktatási anyagok elkészítésében (Fejezetek a filmtörténetből videó oktatási sorozat, aminek a digitális felújításán jelenleg is dolgozik,  illetve a Fejezetek a filmtörténetből e-könyv és a Fejezetek a film történetéből kutatható e-tartalom).
- Nyaranként hazai és nemzetközi alkotótáborokat szervez.
- Honlapján informálja tagságát a fesztiválokról, díjakról, filmes hírekről, pályázatokról (www.mafsz.hu).
- PR tevékenységet folytat a magyar független filmek terjesztésének érdekében.
- Alapvető és legfontosabb feladatának tekinti, hogy támogassa a kísérletezést és a kortárs magyar amatőr és független filmek készítését.

### Szervezeti forma
A Magyar Független Film és Video Szövetség egyesületi formában létezik, működése az Alapszabálya rögzíti.
A szövetség legfőbb szerve a küldöttközgyűlés, amely a tagok összességét demokratikusan képviseli. Küldöttközgyűlést évenként egyszer tart, az Országos Függetlenfilm Fesztivál idején, melyek közül minden harmadik tisztújító közgyűlés is egyben. Ekkor választják meg a küldöttek az elnököt, és az ügyvezető testület tíz tagját, valamint háromfős felügyelő bizottságát négy évre. A Szövetség tagja lehet minden 16. életévét betöltött magyar állampolgár (illetve 16 éven aluliak, akik klubban vagy szakkörben tevékenykednek), aki a MAFSZ Alapszabályát magára nézve kötelezőnek elfogadja, és a tagdíjat befizeti.
A MAFSZ – megalakulása óta – különböző társakkal együttműködve 65 országos fesztivált rendezett. Szervezésében került sor 175 regionális, 115 tematikus (néprajzi-, természetfilm, mosolygó kamera, stb) és 46 életkori csoportok szerinti filmszemlére, valamint 18 nemzetközi fesztiválra, melyekre összesen több, mint 17 ezer filmet neveztek az alkotók. A Magyar Független Film és Video Szövetség (MAFSZ) 2021-ben ünnepli megalakulásának 90. évfordulóját.
A Magyar Független Film és Video Szövetség örökös tiszteletbeli elnöke dr. Buglya Sándor magyar filmrendező, operatőr, producer, egyetemi tanár.

## Független filmes mozgalom
A független mozgalom számos alkotót adott a filmszakmának. Ezeket a filmeseket a 60-as, 70-es, sőt 90-es években is integrálta a filmgyár és a stúdiók. Még javában prosperált a magyar állami filmgyártás, amikor már megfigyelhetőek voltak a MAFSZ-on belül és kívül különböző függetlenfilmes mozgások, konkrét próbálkozások. Nagy Gyula, Szirtes András, Kotnyek István, Szőke András, Ács Miklós, a Közgáz Vizuális Brigád, a Kőbányai Nonprofessional Stúdió, az ELTE Vízcsap, Káldy László, majd a Buharovok, Szolnoki József, Csáki László, Pölcz Róbert, Dyga Zsombor, Szirmai Márton, Zomborácz Virág filmjei egyre nagyobb szakmai feltűnést keltettek. 
Ezek a nevek, csoportok (és a hozzájuk kapcsolódó produkciók műfaja, nyelvezete és elkészülésének körülményei) már akkor magukban hordoztak, illetve ma konkrétan felvetnek olyan kérdéseket, amelyeket most a MAFSZ jövője kapcsán megfogalmazunk. Hisz mára már többnyire saját filmjeik producereként is dolgoznak. Az általuk készített független produkciókkal ma már nem csak szűk körben, hanem a nemzetközi filmpiacon és a mozikban is találkozhatunk. 
Általánosságban elmondható, hogy a MAFSZ a kortárs magyar film első szárnypróbálgatásinak színtere, ahol lehet szárnyalni, de ér leesni is.

### Aranyszarvas díj
A filmkészítők közül sokan egy életen át tagjai maradnak a független filmes mozgalomnak. A Magyar Független Film és Video Szövetség az Aranyszarvas díjjal ismeri el azon alkotói munkásságát, akik legalább 25 éve tagjai a Szövetségnek. A patinás elismerést eddig a következő filmkészítők érdemelték ki:
Baják András, Balogh Ferenc, Bán Róbert, Bárdossy Pál, Bernáth Gyula, Bogdán Lajos, Bogdányi Ferenc, Dr. Buglya Sándor, Csenár Imre, Czabán György, Deák Péter, Dékány István, Dr Dragon Károly, Ferenczi László, Gaján Vilmos, Garaguly György, Gerócs László, Gulyás Gyula, Gulyás János, Dr Haffner Szabolcs, Dr Henkei Antal, Dr Holló Dénes, Homoki Mihály, Kalász József, Káldy László, Dr.Kárpáti György, Karsay István, Katits Kálmán, Katona Sándor, Kertész Imre, Kiss István, Kósa László, Kotnyek István, Kovács  Róbert, Kövesdy Gábor, Dr Kutas Ferenc, L. Nagy László, Major Balázs, Major Gyula, Merza Gábor, Móczár István, Dr Oláh Imre, Őszi Zoltán, Péter M. László, Dr Szikszay Péter, Szitha Miklós, Thury Gábor, Dr Tóth Elek, Zágon Bertalan, Róka Ildikó, Papp László, Fazekas Sándor, Győri Csilla

## A tagság
Azok között, akik a függetlenfilmes mozgalomból indultak, vagy azzal szoros kapcsolatot tartottak fenn, olyan neveket találhatunk, mint Major Tamás, Bódy Gábor, Huszárik Zoltán, Herskó János, Péterffy András, Czakó Ferenc, Kardos Sándor, Gulyás János, Gulyás Gyula, Bucsek Tibor, Máthé Tibor, Vajda Béla, Mertz Loránd, Xantus János, Ráday Mihály, Kern András, Jeles András, Simó Sándor, Matkócsik András, Rák József, Tímár Péter, Balog Gábor, Sólyom András, Szomjas György, Varga Csaba (animációs film) és még sokan mások). A MAFSZ-nak jelenleg közel hétszáz tagja van, ennek a tagságnak kb. a fele rendszeresen készít filmeket.